# AB Андромеды
AB Андромеды (лат. AB Andromedae) — двойная затменная переменная звезда типа W Большой Медведицы (EW) в созвездии Андромеды на расстоянии приблизительно 279 световых лет (около 85 парсеков) от Солнца. Видимая звёздная величина звезды — от +10,46m до +9,49m. Орбитальный период — около 0,3319 суток (7,9654 часов). Возраст звезды — около 5,53 млрд лет.

## Характеристики
Первый компонент — жёлтый карлик спектрального класса G5. Масса — около 1,04 солнечной, радиус — около 1,03 солнечного, светимость — около 0,79 солнечной. Эффективная температура — около 5798 К.
Второй компонент — жёлтый карлик спектрального класса G5V. Масса — около 0,6 солнечной, радиус — около 0,78 солнечного. Эффективная температура — около 5450 К.